# Blainvillea dichotoma
Blainvillea dichotoma là một loài thực vật có hoa trong họ Cúc. Loài này được Cass. mô tả khoa học đầu tiên.